# Різдвяне оповідання

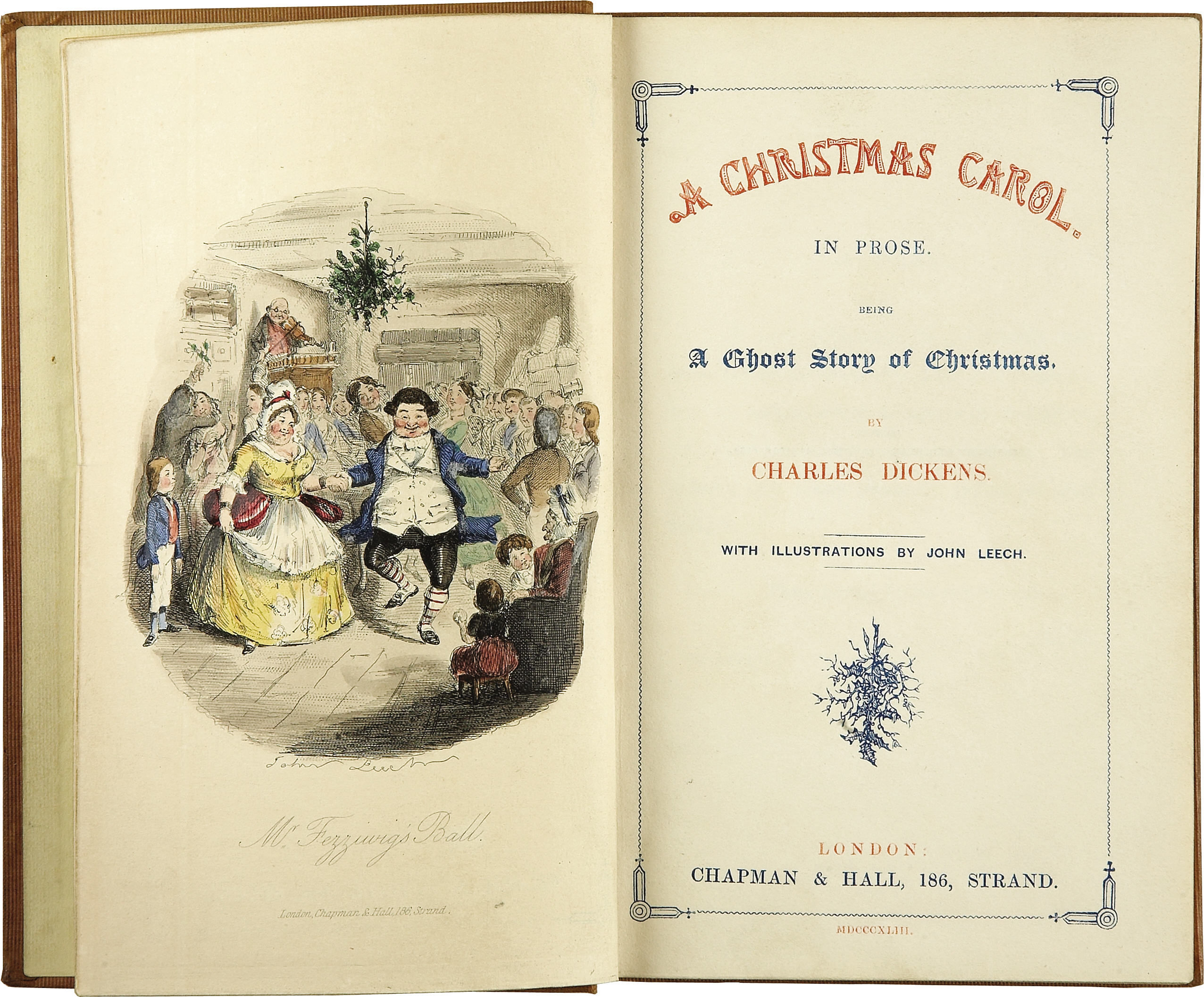
Перше видання «Різдвяної пісні у прозі».

Різдвя́не чи свя́точне оповіда́ння — літературний жанр, що належить до категорії календарної літератури та характеризується певною специфікою в порівнянні з традиційним жанром оповідання.

## Походження жанру
Традиція різдвяного оповідання бере свій початок в середньовічних містеріях. Це були драми на біблійські теми. З містерії в різдвяне оповідання перейшла трьохрівнева організація простору (пекло — земля — рай) і загальна чудесна атмосфера зміни світу чи героя, що проходить в сюжеті оповідання через всі три рівні світобудови.
В Україні існувала вертепна (різдвяна) драма, на зразок середньовічних західноєвропейських містерій. Вертепна драма (вертеп) гралась за мотивами євангельських оповідань про народження Ісуса Христа. Широке визнання вертеп здобув через простоту та доступність сюжету, природність мови, соціальні й побутові мотиви, комедійні ситуації та народні персонажі. І дотепер у містах та селах України можна побачити ватаги, які розігрують вертепні драми біля церков.
Тексти вертепної драми, які дійшли до нашого часу, належать до другої половини XVIII століття. Найповніший текст — це так званий «галаганівський» список, що був записаний у селі Сокиренцях у 1770 році від київських бурсаків. Текст вертепної драми — це цікаве поєднання книжних елементів з елементами народними. Вертепна драма складається з двох частин: різдвяної драми за мотивами євангельських оповідань про народження Ісуса Христа та сатирично-побутової інтермедії. Перша частина вертепу більш-менш стійка і в народі називалась «святою», а друга, «народна», змінювалася залежно від місцевих умов та історичних періодів..
На Русі попередниками літературного різдвяного оповідання були усні історії, чи билинки, що розповідались зазвичай в селах у святочні вечори. Не рідко це були страшні історії — про ворожіння, що збулось, про зворотне ворожіння на судженого, про зустрічі з нечистою силою. Похилі, досвідчені жінки розповідали їх молоденьким ворожкам. Потім відголос подібних історій потрапив до літературного жанру («Страшне ворожіння» О. Бестужева-Марлінського чи в «Гусарській шаблі» К. Баранцевича).

## Жанр в ХІХ столітті

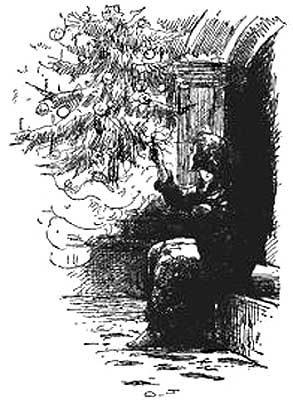
«Дівчинка із сірниками», ілюстрація, 1889.

Засновником жанру різдвяного оповідання заведено вважати Чарлза Дікенса, який задав основні постулати «різдвяної філософії»: цінність людської душі, тема пам'яті і забуття, любов до «людини в гріху», дитинства. У середині XIX століття він написав кілька різдвяних повістей і став публікувати їх в грудневих номерах своїх журналів «Домашнє читання» і «Цілий рік». Дікенс об'єднав повісті заголовком «Різдвяні книги». «Різдвяна пісня у прозі», «Дзвони: Розповідь про Духів церковних годин», «Цвіркун за вогнищем: Казка про сімейне щастя», «Битва життя: Повість про кохання», «Одержимий, або Договір з привидом» — всі ці твори населені надприродними створіннями: янголами, і різною нечистю. Традиція Чарльза Дікенса була сприйнята як європейської, так і російською літературою. Яскравим зразком жанру в європейській літературі прийнято також вважати «Дівчинку із сірниками» Ганса Крістіана Андерсена. Чудесний порятунок, переродження Зла в Добро, примирення ворогів, забуття образ — популярні мотиви різдвяних і святочних оповідань.
Серед творів російських письменників, написаних у жанрі різдвяного оповідання, — «Хлопчик у Христа на ялинці» Ф. М. Достоєвського. Багато оповідань Микола Лєскова при першій публікації (зазвичай це відбувалося 25 грудня) давав жанровим підзаголовком «святочне оповідання» чи «різдвяне оповідання»: «Зображений янгол», «На краю світу», «Білий орел», «Христос в гостях у мужика», «Звір», «Перлове намисто», «Грабіж», «Пустопляси», «Різдвяний вечір в іпохондрика», «Різдвяна ніч у вагоні (Подорож з нігілістом)», «Під Різдво скривдили») (до речі, всі вони також опубліковані 25 грудня). У зв'язку з виданням збірника 1886 року «Святочні оповідання» деякі твори були перероблені автором так, що стали осмислюватися як святочні історії («Дух пані Жанліс», «Маленька помилка», «Старий геній», «Жидівська кувирколегія», «Обман», «Добірне зерно»).

## Різдвяні оповідання в українській літературі

Книжка-різдвянка Олени Пчілки, видання 1919 року

Українські письменники також долучилися до європейських традицій створення різдвяних оповідань. Від середини ХІХ – початку ХХ ст. в цьому жанрі активно працюють Олена Пчілка, І. Франко,   В. Стефаник, Леся Українка, С. Васильченко, Г. Хоткевич, М.Левицький, Грицько Григоренко, М. Обачний,  та ін. В різдвяному оповіданні талановиті митці знаходять нові та цікаві можливості для втілення своїх творчих задумів.
Новорічно-різдвяна тематика всебічно розроблена у творчості Олени Пчілки. Письменниця пояснювала: “Часом редактори мало сказати просили – благали мене прислати їм якесь різдвяне чи новорічне оповідання, і тим пояснюється те, що більшість з моїх оповіданнів є або різдвяні, або новорічні”. Оповідання "Забавний вечір", "Маскарад", "Чад" “Три ялинки”, “Збентежена вечеря”, “Тарасове свято” легко складаються в новорічно-різдвяний цикл. Перші три  в 1907 році вийшли в  Київській  друкарні К. Н. Милевського в книзі "Оповідання" з підзаголовком "Оповідання різдвяні". 
Різдвяна тематика постає воповіданнях Лесі Українки "Святий вечір! (образочки)" і Василя Стефаника "Святий вечір", Гната Хоткевича "Різдвяний вечір", Степана Васильченка "Мужицький ангел".
В доробку М. Левицького календарно-часовими маркерами Різдвяних свят позначені оповідання “Стаття 182”, “Страшна ніч”, “Землиця рідна”, “Коляда”, а оповідання “Наградні”, “Хрест і півмісяць”, “Таємниче вбивство” мають авторське жанрове уточнення в підзаголовку – “різдвяне оповідання”.

## В сучасній літературі
Д. Є. Галковский написав серію святочних оповідань. Деякі з них отримали нагороди.

## Особливості жанру
Святочні оповідання часто починаються з опису біди і труднощів людського буття. Бабуся, що ледь зводить кінці з кінцями, нічим порадувати внучат до свята («Різдвяна ялинка»), мати не в змозі купити дитині подарунок (П. Хлєбніков, «Різдвяний подарунок»), немає грошей на ялинку та у мешканців петербурзьких нетрів (К. Станюкович, «Ялинка»), підневільний селянин за примою пана повинен убити свого улюбленця ведмедя (М. Лєсков, «Звір»), втративши квиток на поїзд, стара не може потрапити до вмираючого сина (А. Круглов, «Напередодні святвечора»). Однак завжди знаходиться вихід, долаються всі перешкоди, розсіюються мани. Диво зовсім не обов'язково пов'язане з подіями надприродного характеру — відвідуванням янголів чи Христа (хоча зустрічається і таке), набагато частіше це диво побутове, яке може сприйматися просто як вдалий збіг обставин, як щаслива випадковість.